# هنازویل (پنسیلوانیا)
هنازویل (به انگلیسی: Hannasville) یک منطقهٔ مسکونی در ایالات متحده آمریکا است که در شهرستان ونانگو، پنسیلوانیا واقع شده‌است. هنازویل ۱۷۶ نفر جمعیت دارد.